# Карпеев, Константин Александрович
Константи́н Алекса́ндрович Карпе́ев (7 января 1971, Кувандык, Оренбургская область, СССР) — советский и российский рок-музыкант, автор-исполнитель. Фронтмен и основатель группы «Ха.Мы». Один из основоположников стиля «психобард» в России.

## Биография
Родился 7 января 1971 в Кувандыке, в 1973 его семья переехала в Оренбург. В школьные годы занимался боксом. В 16 лет выполнил норматив мастера спорта СССР. В старших классах увлекся рок-музыкой, начал учиться играть на бас-гитаре.
Окончил оренбургский филиал Московской государственной юридической академии имени О. Е. Кутафина.

## Раннее творчество
Начинал свою карьеру на сцене в качестве бас-гитариста в группе «Лысые игрушки» вместе с Владимиром Тихомировым и Сергеем Филатовым, Александром Колесниковым и Рифкатом Фазлеевым. Выступал на фестивалях в Оренбурге, Твери, Москве. В 1993 покинул состав «Лысых игрушек». В том же году основал собственную группу «Ха.Мы».

## Ха.Мы
«Ха.Мы» изначально не имели постоянного состава, к группе присоединялись и уходили разные участники.
Константин таким образом описывает тот период:

 «…бывало я сидел один, играл на бас-гитаре, рядом были два микрофона: один с ревером, другой простой. Ещё стояли человек пять, барабанили по ударным — такой барабанный оркестр».
В 1995 году постоянным гитаристом группы «Ха.Мы» становится Александр Шикарев, переехавший из Актюбинска в Оренбург, а басистом — Олег Трубин.

С 1997 года группа активно гастролирует, участвует в различных рок-фестивалях, таких как «Суховей», «Противофаза» и др.

С 2000 по 2013 Константин Карпеев с разными музыкантами записывает несколько студийных альбомов, наиболее успешным из которых становится «Лихорадка» (2013).

В 2013 же году Константин Карпеев окончательно перебирается из Оренбурга в Санкт-Петербург.

В 2014 году группа «Ха.Мы» выступила на питерском фестивале «Окна открой». 

В этом же году Константин Карпеев знакомится с Олегом Гаркушей. Впоследствии группа «Ха.Мы» неоднократно выступала на фестивалях «Гаркундель-Фест» и в арт-центре «Гаркундель».

С 2014 Константин Карпеев ведет концертную деятельность, выступает как с группой, так и сольно.

Константин Карпеев также занимался организацией концертов и приглашал в Оренбург группу «Адаптация».

## Стиль
Жанровая направленность творчества Константина Карпеева и группы «Ха.Мы» не поддается точному определению, в их музыке можно обнаружить элементы панка, бард-рока, фолка, новой волны и дарк кабаре. Собственный стиль группы музыкантами определяется как арт-панк, хотя он практически лишен традиционного для стиля панк протеста. Тексты Константина отличаются тонким постмодернистским сарказмом на базе сурового бытового материала.

 «…это не веселуха, не патетические антисистемные манифесты, не депрессивная „летовщина“, и вообще на панк не похоже. Это театр одного актера», — отмечают музыканты коллектива.
Олег Гаркуша, после знакомства с творчеством группы, назвал Константина одним из ярких представителей «психобарда» в России.
Выступления группы «Ха.Мы» — своего рода спектакли. Многие отмечают особую харизму Константина Карпеева и часто сравнивают его с молодым Петром Мамоновым, отмечая при этом яркую самобытность лидера «Ха.Мов».

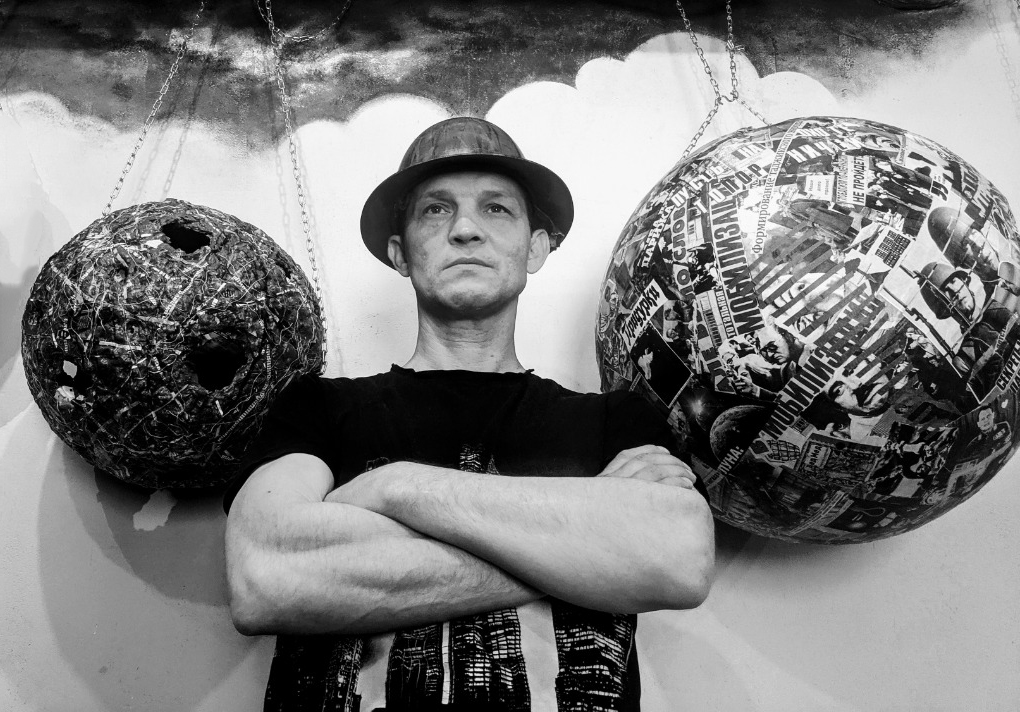
Константин Карпеев в арт-центре «Гаркундель»

«Бессменный фронтмэн коллектива „Ха.Мы“ Костя Карпеев, оказываясь на сцене, выпускает всех питомцев своего бестиария на волю, сопровождая этот процесс психоделическими танцами и мимикой, доступной лишь истинному безумцу. Черное алкогольное скоморошество, чудеса хореографии в стиле делириум тременс, воистину народные тексты, которые может написать только наблюдательный простой парень от сохи. И никакой игры».Бранимир

 «Костя Карпеев на сцене вытворяет такие шайтанства — что мама не горюй! Чудеса пантомимы, бешеная харизма, каждый концерт как спектакль. Подобно Босху Костя изображает мир заводских кварталов изнутри, выводит стаями наружу всех внутренних чудовищ, которые таятся в душах у обитающих „на районах“ людей». Олег Пензедор

## Личная жизнь
Был женат дважды. Дети: дочь Мария (2002 г. р.), дочь Александра (2004 г. р.).

## Дискография

### Лысые игрушки
1993 — Концерт в Китыкъявольфе

### Ха.Мы
2000 — Партизаны без крыши

2002 — И.Р.А.

2003 — И.Р.А. (vol. 2) (сборник)

2004 — По следам народов СССР

2006 — Не слышу

2009 — НеЕвропа

2013 — Лихорадка

## Факты
- Константина Карпеева часто сравнивают с Петром Мамоновым. На самом деле они встречались только однажды, в 1988 году, на концерте в Уфе Константин взял у лидера «Звуков Му» автограф, который тот оставил на одной из страниц советского паспорта Константина. Документ впоследствии был изъят за порчу[20].
- Для композиции «Я люблю тебя» из альбома «НеЕвропа» автор указан, как неизвестный. Впоследствии выяснилось, что автором песни является Сергей Максимов — лидер уфимской группы «Роза». Но так как песню Константин Карпеев услышал «…от одного человека, которому её в армии спел другой человек по кличке „Рама“, которому эту песню спел другой человек из Стерлитамака», текст в исполнении «Ха.Мов» немного отличается от оригинала"[21].